# Stranglehold
Stranglehold lub John Woo Presents Stranglehold – gra komputerowa z gatunku strzelanek trzecioosobowych stworzona przez Midway Games (studio w Chicago) na konsole nowej generacji i komputery osobiste. Jest to pierwsza gra ze studia Midway używająca silnika Unreal Engine 3 oraz produkowana ze współudziałem Johna Woo. Gra została wydana we wrześniu 2007.

## Fabuła
Rolę inspektora „Tequili” Yuena gra Chow Yun Fat, znany z roli w filmie Johna Woo z 1992 roku Dzieci Triady. Gra zaczyna się od sceny zamordowania policjanta, który znalazł się w nieodpowiednim miejscu. Szef miejscowej komendy chce postępować ostrożnie – widać, że to morderstwo to przynęta. Jednak Tequila nie zgadza się z postępowaniem szefa, i rusza na miejsce wyznaczonego spotkania przez "tajemniczego rozmówcę". W końcu okaże się, że w sprawie Triady i Rosjan swój niechciany udział ma żona i córka inspektora.

## Odbiór gry
Stranglehold na targach E3 2006 wygrał w kategorii najlepsza gra akcji na komputery według portalu IGN.